# 百益乡
百益乡是中国陕西省延安市洛川县下辖的一个乡。

## 行政区划
百益乡下辖以下行政区：
百益街村、腊元村、牛天咀村、安固村、师师堡村、元圪塔村、短支村、武郊村、仁里府村、百马庄村